# René Thom
René Thom, född 2 september 1923 i Montbéliard, Frankrike, död 25 oktober 2002 var en fransk matematiker som är känd för sitt arbete inom topologi, men framförallt för att ha skapat katastrofteorin.
Thom tog sin doktorsexamen 1951 och presenterade i sin doktorsavhandling grunderna till teorin om cobordism, det ämne som han senare skulle få Fieldsmedaljen för. Hans tidigare arbeten handlade framförallt om differentialtopologi, och tog bland annat upp om det som idag kallas Thomrum och karaktäristiska klasser. Mellan åren 1968 och 1972 utvecklade han katastrofteorin.